# 兆禧苑

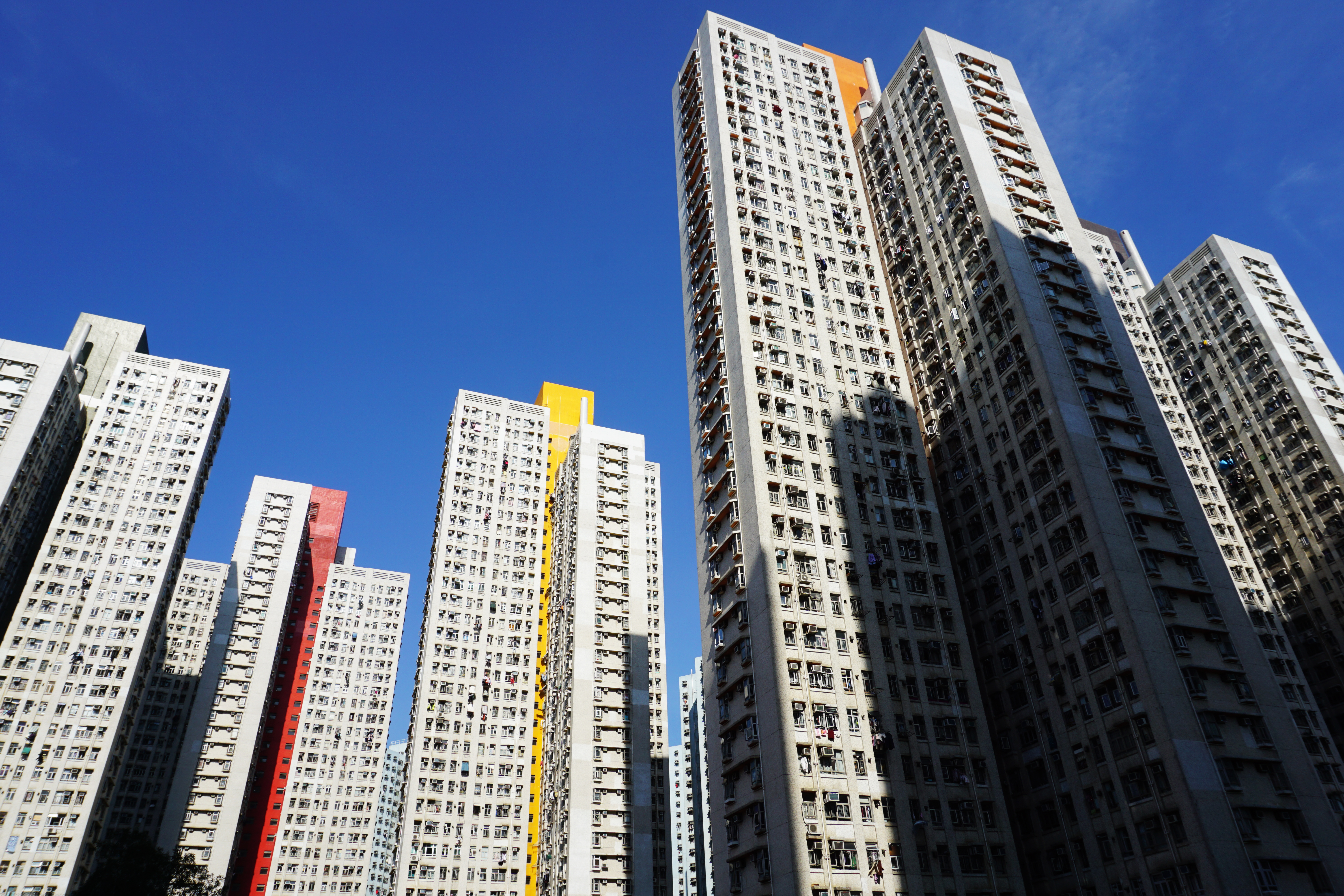
兆禧苑大廈

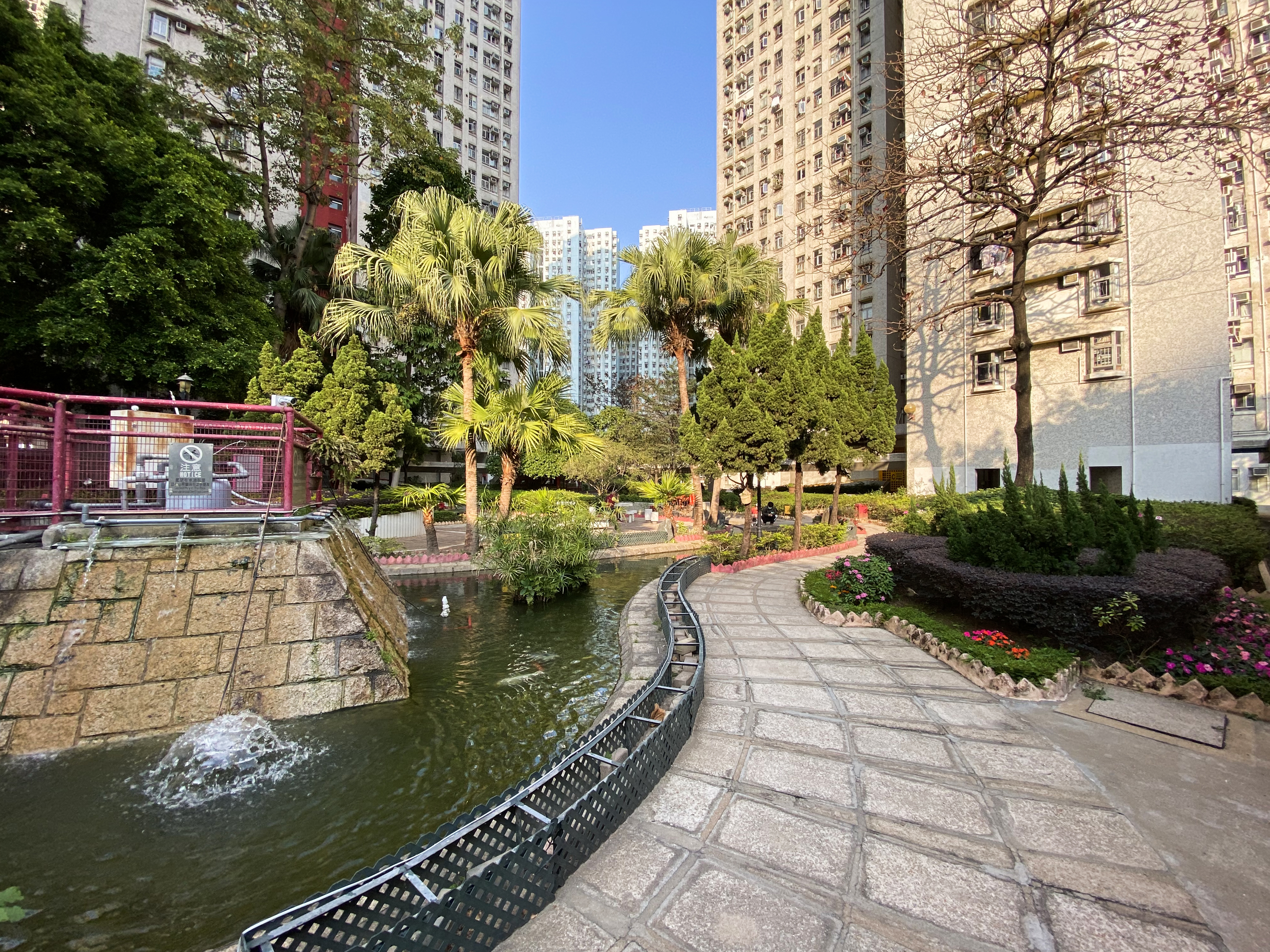
錦鯉池

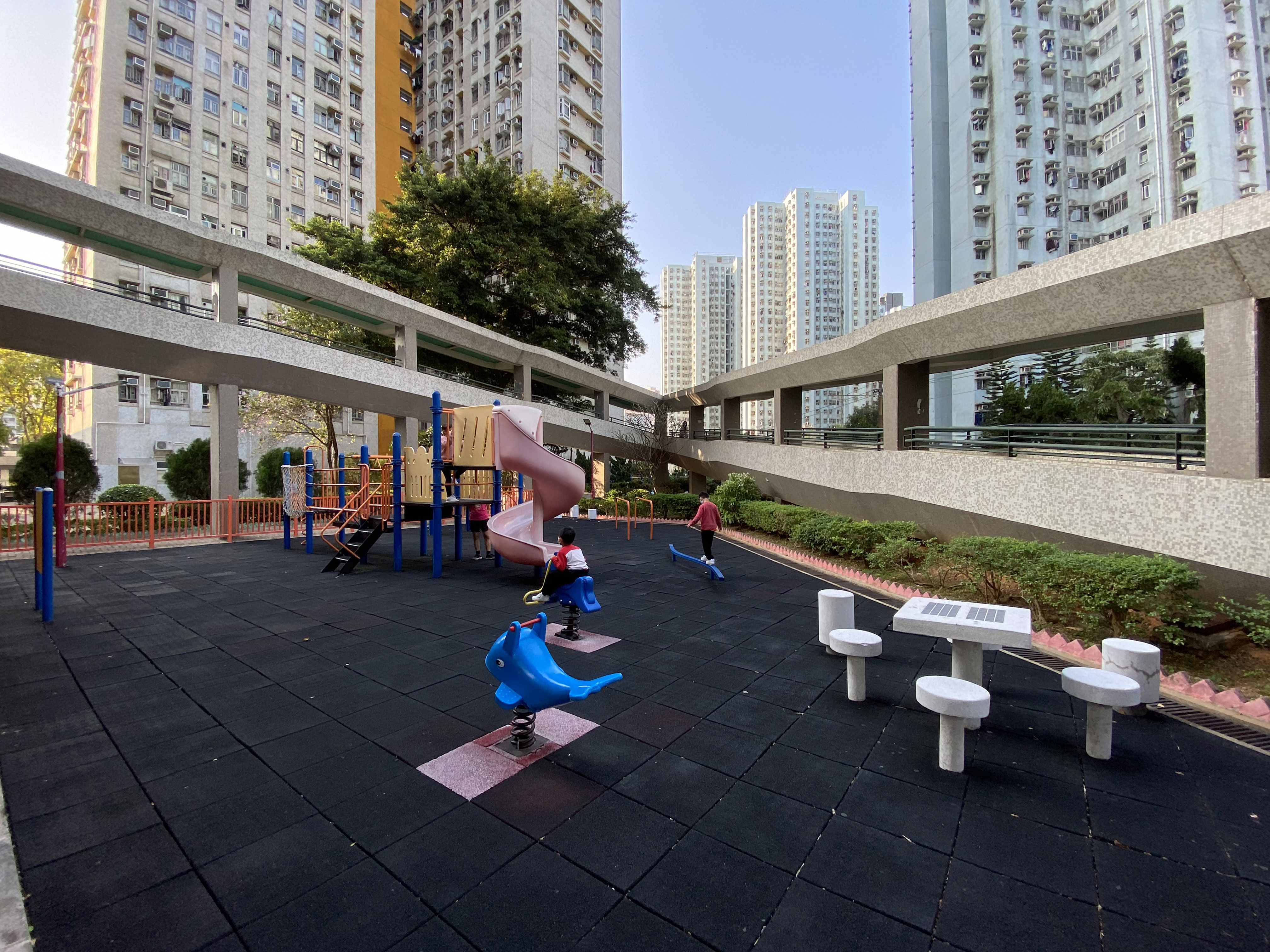
兒童遊樂場

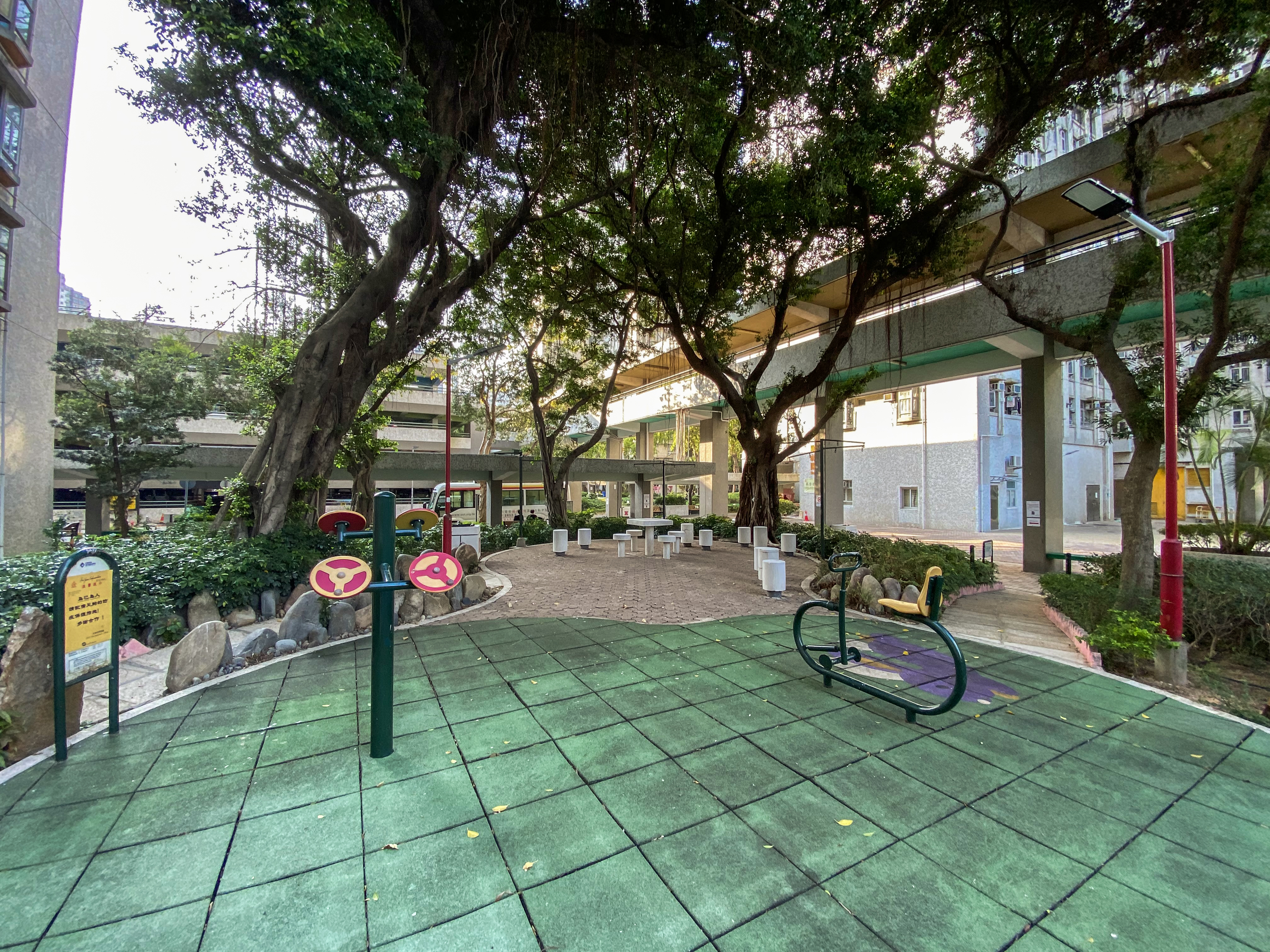
健身區

兆禧苑（英語：Siu Hei Court）是香港房屋委員會在屯門區的居者有其屋屋苑，位於新界屯門青山灣填海地上。屋苑採用風車型大廈設計，本苑分兩期興建（即第7期丙及第8期甲），均由有成建築有限公司承建，於1985年入伙，管理公司為置邦物業管理，並已成立業主立案法團。本苑擁有1個8層停車場、一個小型街市以及一個小型購物商場。

## 屋苑資料

### 樓宇
屋苑設有5座大廈，採用風車型設計，樓高34至38層。
| 樓宇名稱（座號） | 樓宇類型 | 落成年份 | 樓宇層數 （住宅層數） | 每層伙數                                          | 每座單位數目（伙） | 建築師       | 承建商商 | 提供升降機的廠商 （更換前） | 提供升降機的廠商 （更換後） | 期數 |
| ---------------- | -------- | -------- | --------------------- | ------------------------------------------------- | ------------------ | ------------ | -------- | --------------------------- | --------------------------- | ---- |
| 安禧閣（A座）    | 風車型   | 1985年   | 38 （2-38樓）         | 16（2-34樓） 僅提供5至8、13至16號單位（35至38樓） | 560                | 房屋署建築師 | 有成建築 | 通力                        | 蒂森克虏伯                  | 1    |
| 宏禧閣（B座）    | 風車型   | 1985年   | 38 （2-38樓）         | 16（2-34樓） 僅提供5至8、13至16號單位（35至38樓） | 560                | 房屋署建築師 | 有成建築 | 通力                        | 蒂森克虏伯                  | 1    |
| 順禧閣（C座）    | 風車型   | 1986年   | 38 （2-38樓）         | 16（2-34樓） 僅提供5至8、13至16號單位（35至38樓） | 560                | 房屋署建築師 | 有成建築 | 快高靈                      | 蒂森克虏伯                  | 2    |
| 雅禧閣（D座）    | 風車型   | 1986年   | 38 （2-38樓）         | 16（2-34樓） 僅提供1至4、9至12號單位（35-38樓）   | 560                | 房屋署建築師 | 有成建築 | 快高靈                      | 蒂森克虏伯                  | 2    |
| 樂禧閣（E座）    | 風車型   | 1986年   | 38 （2-38樓）         | 16（2-34樓） 僅提供1至4、9至12號單位（35-38樓）   | 560                | 房屋署建築師 | 有成建築 | 快高靈                      | 蒂森克虏伯                  | 2    |

### 兆禧苑商場

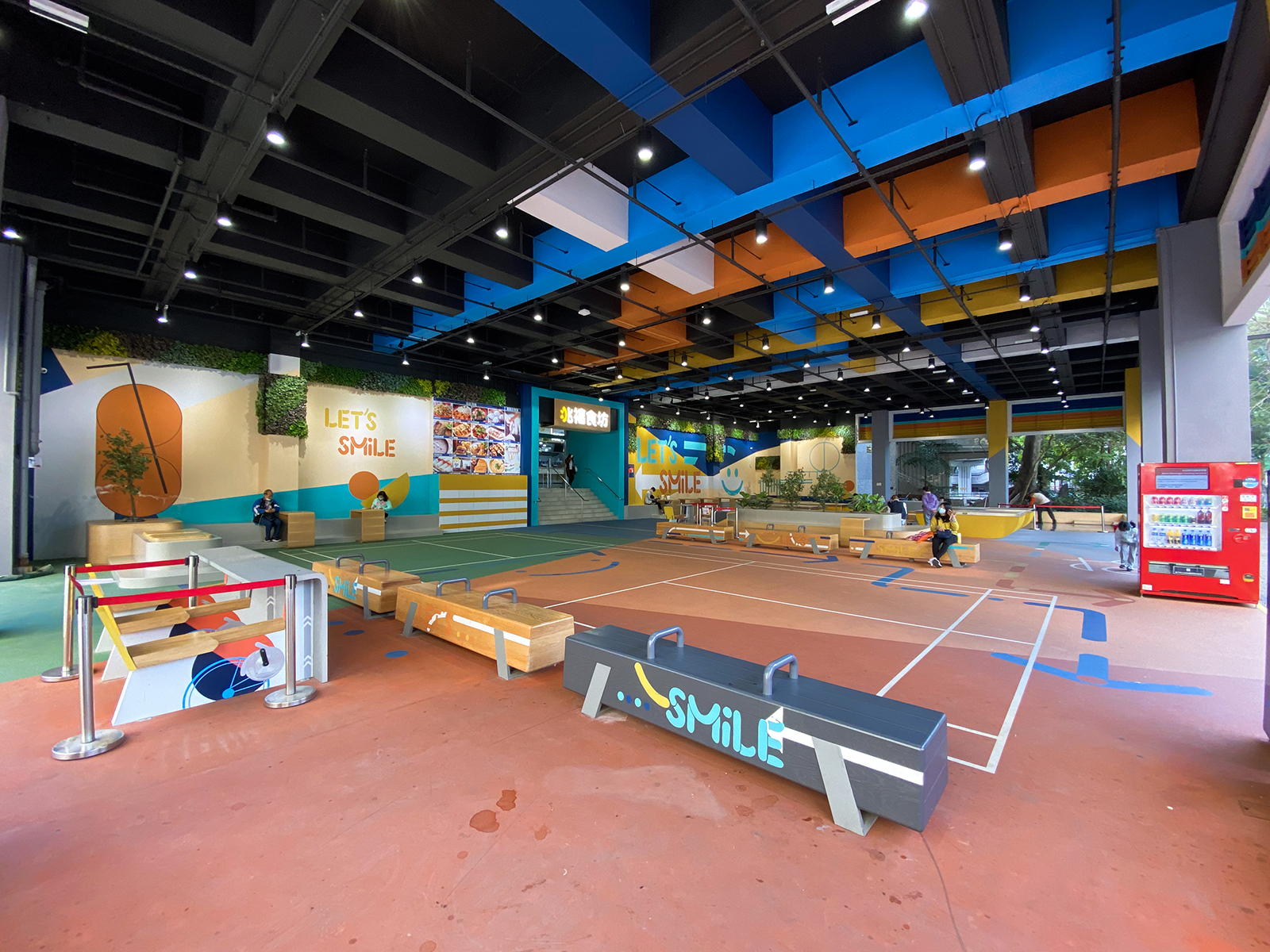
「兆禧食坊」外的空間進行活化，提供不少座位讓街坊休憩

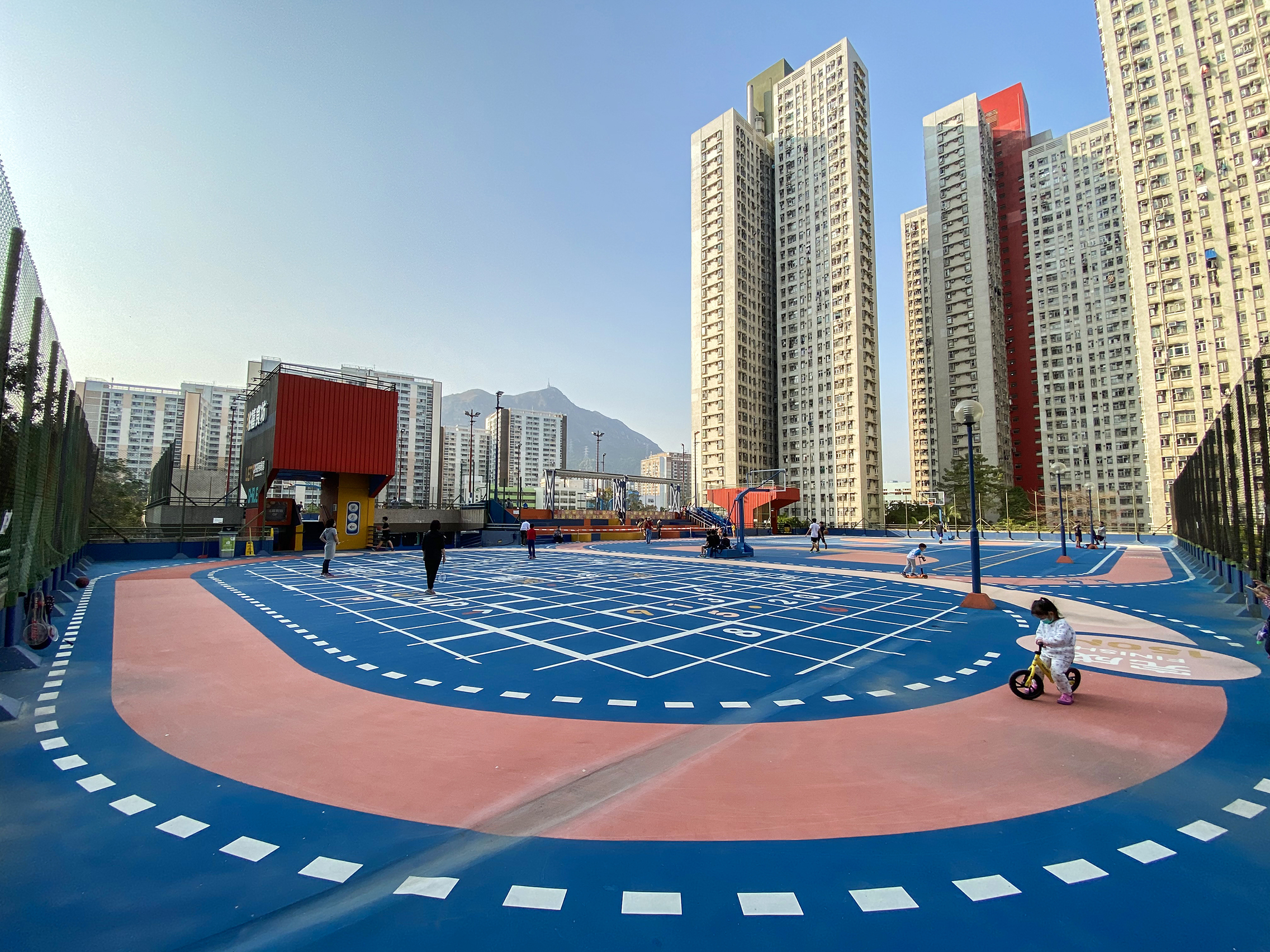
停車場上蓋佔地4萬呎的空間在2020年活化成為「兆禧主場」

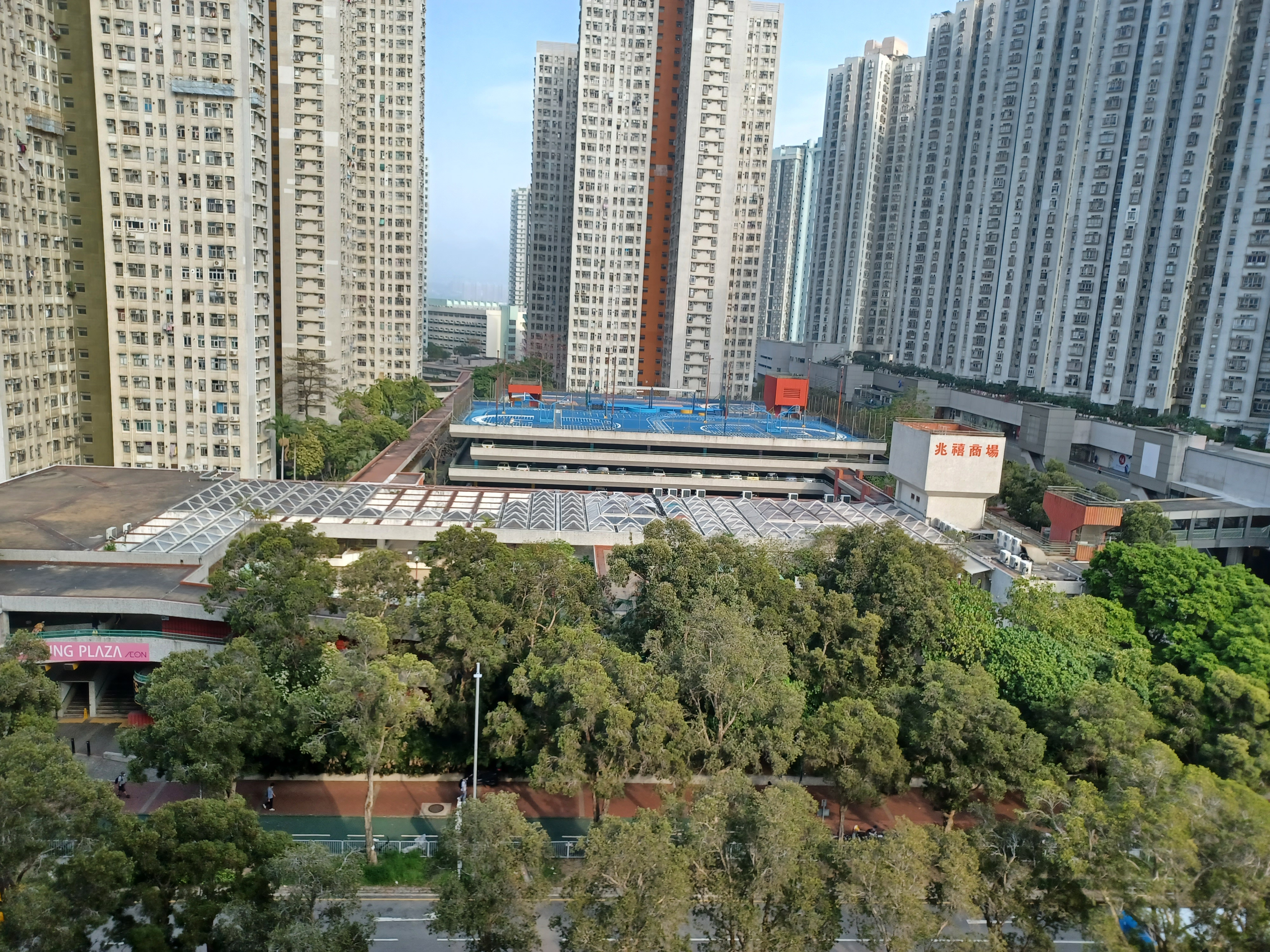
俯瞰兆禧商場與停車場上蓋

商場總樓面7萬多平方呎，並設4.5萬平方呎休憩空間。2019年3月，領展將兆禧苑商場售予基匯資本。鑑於兆禧苑商場及街市空置率高，設施殘舊，由2019年11月1日起，位於地面層的兆禧街市關閉以進行翻新，變成美食廣場「兆禧食坊」設16個檔位和餐廳，6月24日開業。該處同時引入大生活雜貨店Living Plaza by Aeon。而街市外的有蓋範圍亦進行活化，提供不少座位讓街坊休憩，也有乒乓球檯和進行羽毛球等活動。
街市遷至2樓，在2020年3月2日重開，改稱「本灣水產·兆禧」（英語：Hong Kong Flavour·Siu Hei），由建華集團經營，增設肉檔、菜檔、魚檔及空調（已改名為兆禧市場，魚檔已改建為同集團旗下的U士多）。而1樓改為老人院。
而停車場上蓋佔地4萬呎的排球場，羽毛球場和籃球場活化成為「兆禧主場」，變成綜合運動空間，由本地建築設計公司一口設計工作室(One Bite Design Studio)負責設計。該處除了籃球場外，其餘部份改為多用途運動場，可作緩跑徑、平衡車訓練及比賽，更成為年輕人的打卡熱點之一。

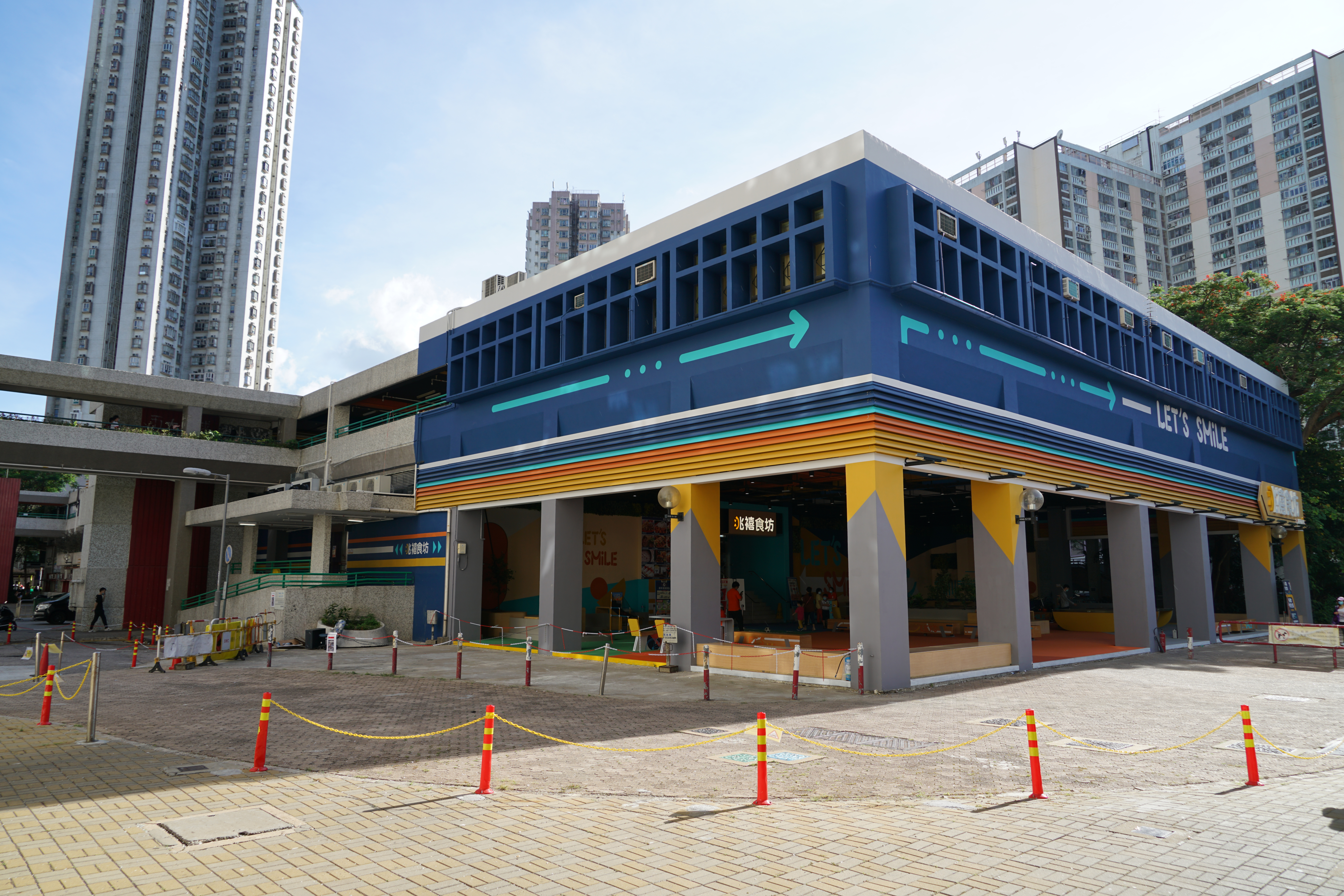
2019年翻新後的兆禧苑商場外觀
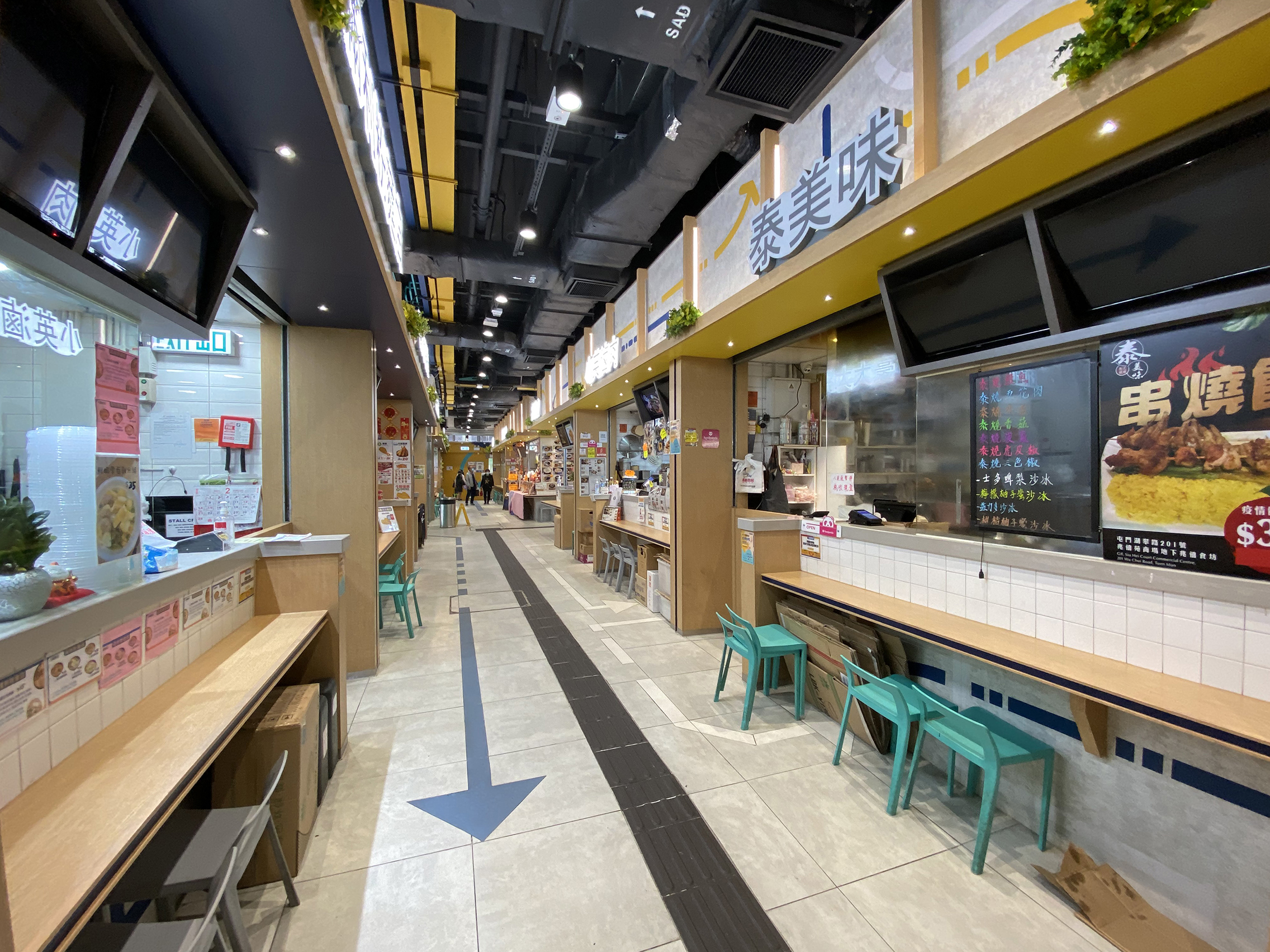
前地面街市位置翻新成兆禧食坊
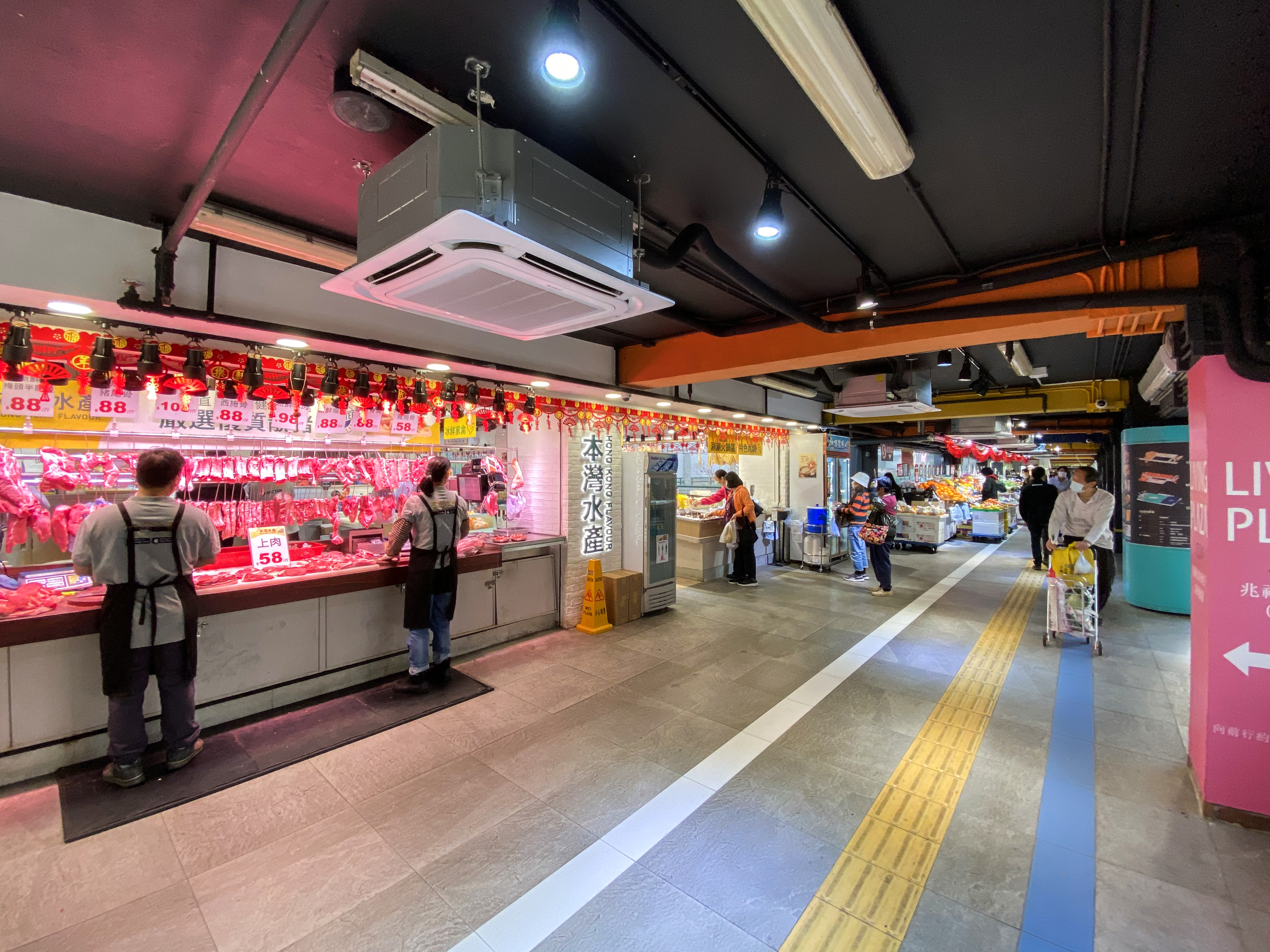
兆禧街市遷往2樓，改稱「本灣水產」，不過部分範圍佔用了行人通道引起街坊批評
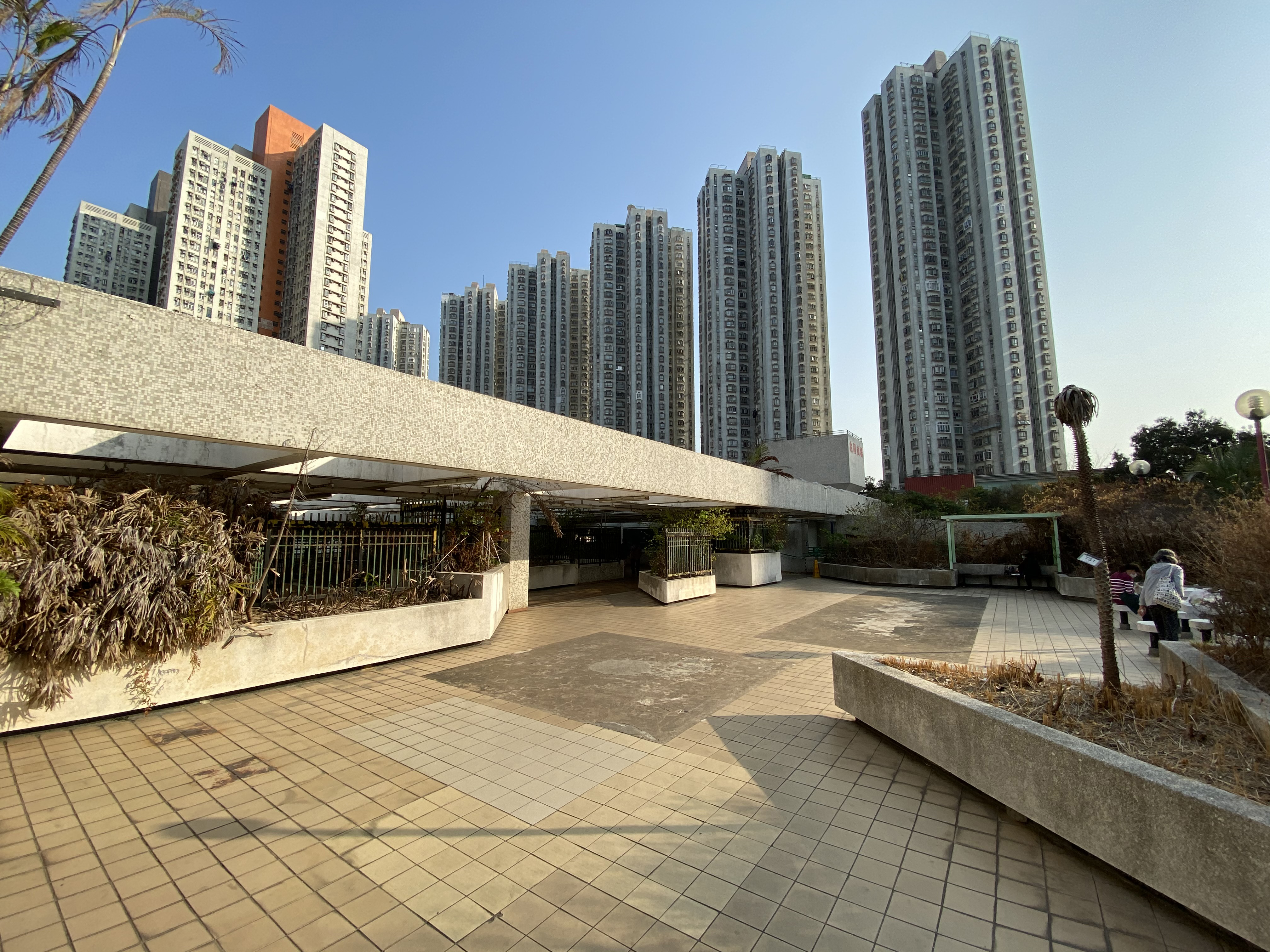
2樓平台花園
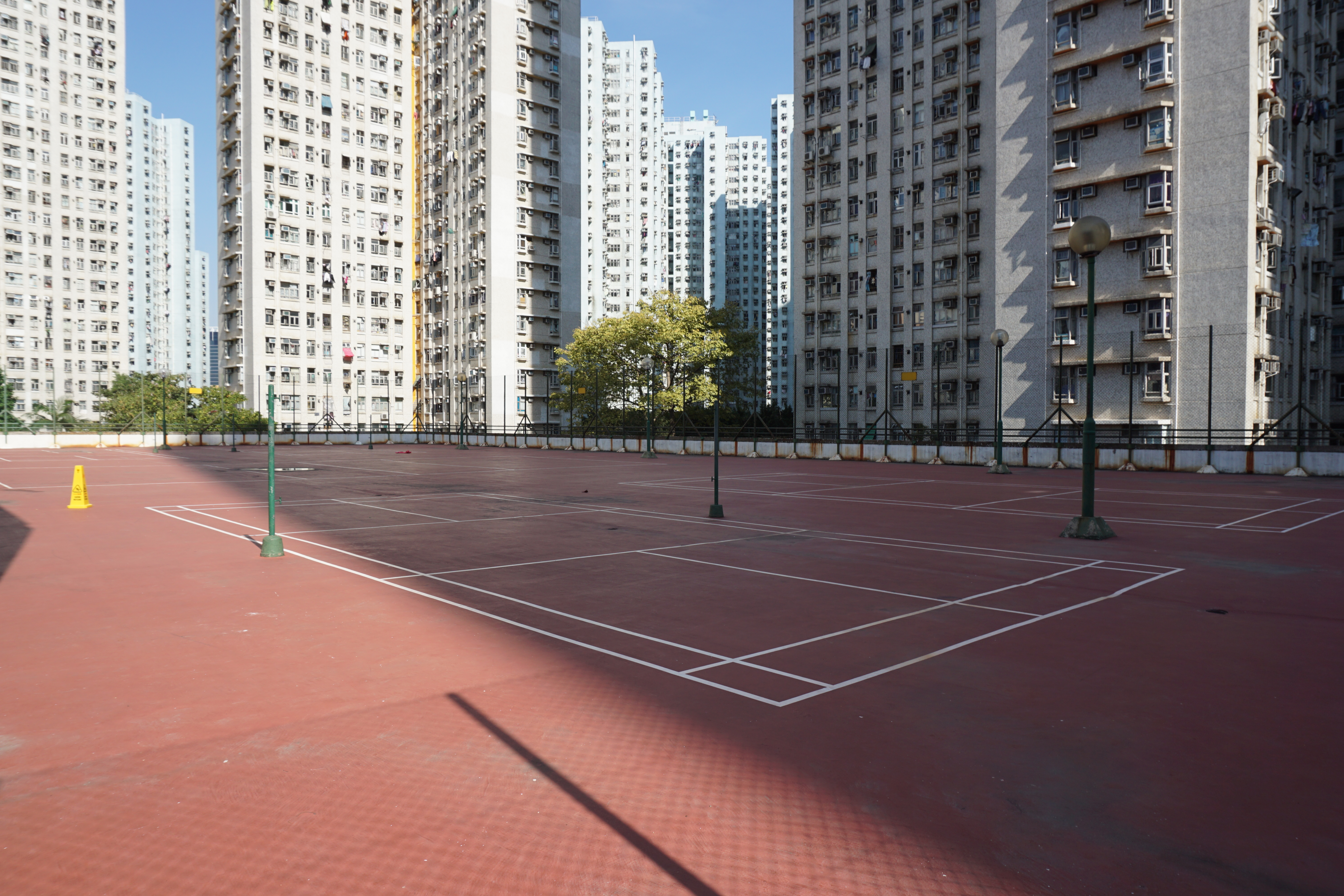
翻新前的停車場天台設羽毛球場
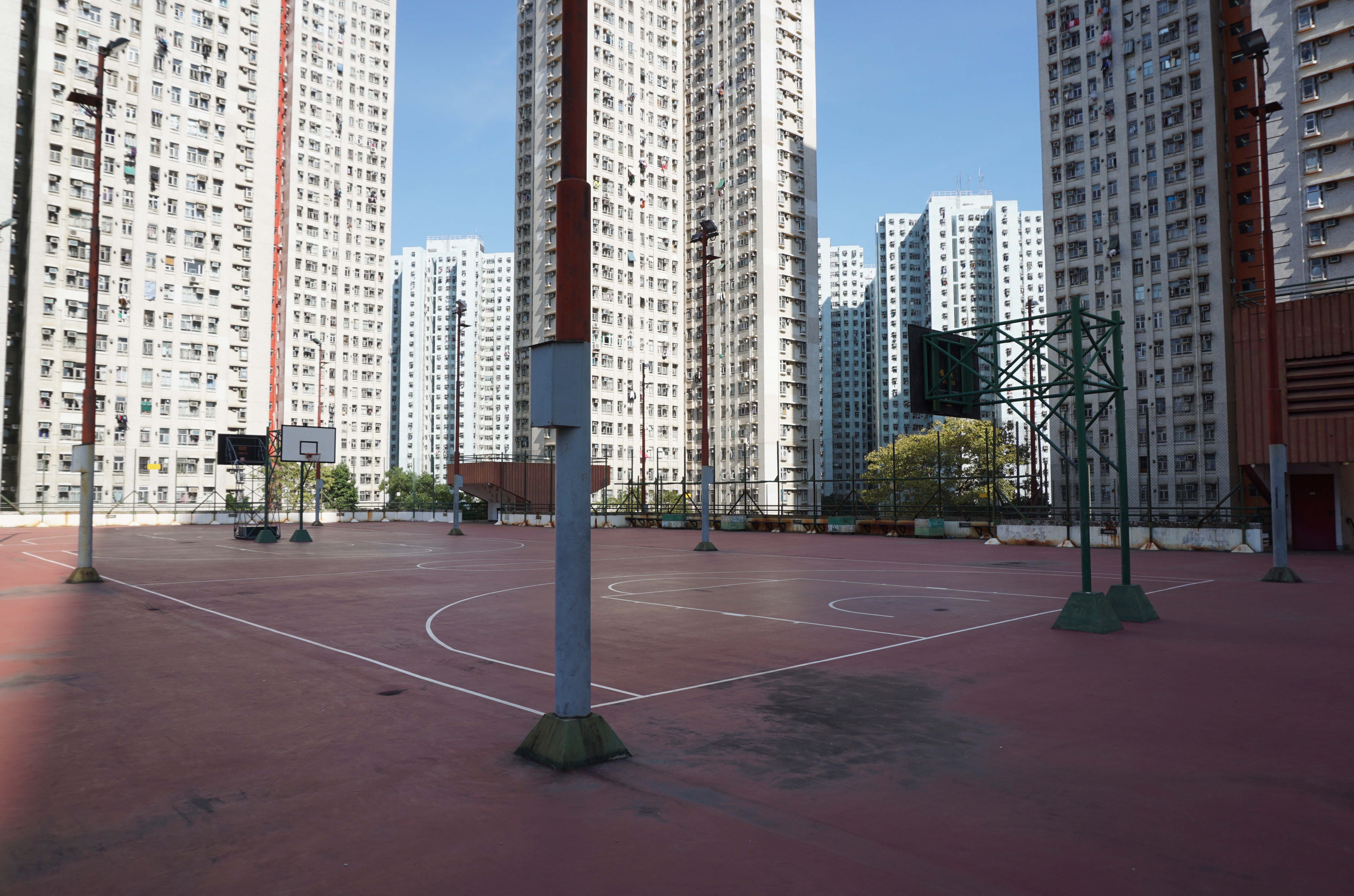
翻新前的停車場天台另一面為籃球場

### 軼事

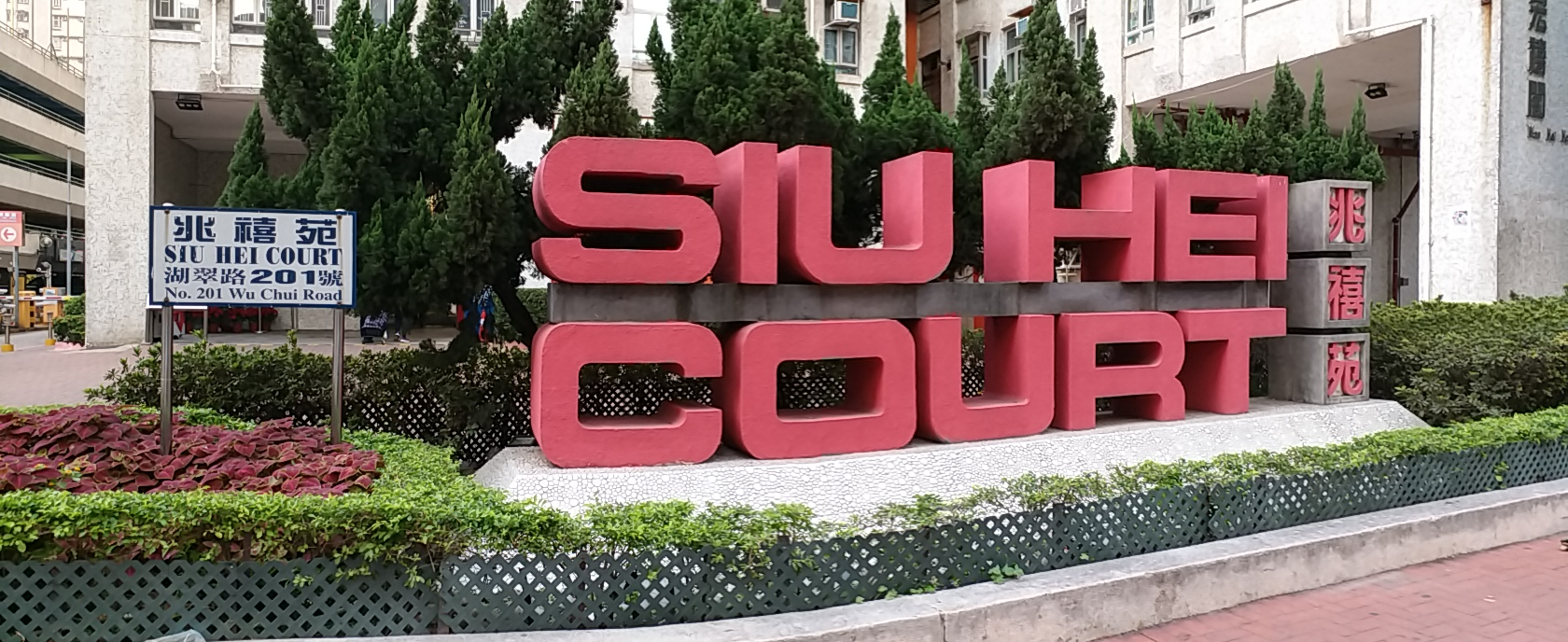
兆禧苑屋苑門牌，位於兆禧苑宏禧閣地下對出花圃

- 兆禧苑的大廈公契中，有條款說明「不准養狗」，欲購置此屋苑單位的養狗人士須注意。唯其他「非滋擾性」動物如鳥類、貓等則可以飼養。

## 教育設施

### 幼稚園
- 世佛會真言宗幼兒學校（1994年創辦）(位於兆禧苑商場地下S2）

已結束
- 香海蓮社兆禧苑幼稚園（1986年創辦）(位於兆禧苑商業中心地下）

## 所屬區議會
- 整個兆禧苑與附近的邁亞美海灣和慧豐園同屬屯門區議會下轄的屯門西選區[10]，現任區議員為工聯會成員徐帆與民主建港協進聯盟成員鍾健峰。而在立法會地區直選中，則屬於新界西北（LC8）選區[11]。

### 歷屆議員
| 選區名稱 | 屆別           | 議員   | 政治聯繫                          | 政治聯繫                          | 議員                              | 政治聯繫  | 政治聯繫      |
| -------- | -------------- | ------ | --------------------------------- | --------------------------------- | --------------------------------- | --------- | ------------- |
| 屯門西南 | 1982年－1985年 | 曹紹偉 |                                   | 鄉事派                            | 劉南安                            |           | 無黨籍        |
| 屯門西南 | 1985年－1988年 | 吳惠祖 |                                   | 國民黨                            | 嚴天生                            |           | 無黨籍 → 民協 |
| 屯門西南 | 1988年－1991年 | 吳惠祖 | 梁健文                            | 國民黨                            |                                   | 新 新社聯 |               |
| 屯門西南 | 1991年－1994年 | 吳惠祖 | 分拆出湖景選區後， 定為單議席選區 | 分拆出湖景選區後， 定為單議席選區 | 分拆出湖景選區後， 定為單議席選區 |           |               |
| 兆禧     | 1994年－1996年 | 吳惠祖 | 分拆出湖景選區後， 定為單議席選區 | 分拆出湖景選區後， 定為單議席選區 | 分拆出湖景選區後， 定為單議席選區 |           |               |
| 兆禧     | 1996年－1999年 | 嚴天生 | 分拆出湖景選區後， 定為單議席選區 | 分拆出湖景選區後， 定為單議席選區 | 分拆出湖景選區後， 定為單議席選區 |           | 民協          |
| 兆禧     | 2000年－2003年 | 嚴天生 | 分拆出湖景選區後， 定為單議席選區 | 分拆出湖景選區後， 定為單議席選區 | 分拆出湖景選區後， 定為單議席選區 |           | 民協          |
| 兆禧     | 2004年－2007年 | 嚴天生 | 分拆出湖景選區後， 定為單議席選區 | 分拆出湖景選區後， 定為單議席選區 | 分拆出湖景選區後， 定為單議席選區 |           | 民協          |
| 兆禧     | 2008年－2011年 | 嚴天生 | 分拆出湖景選區後， 定為單議席選區 | 分拆出湖景選區後， 定為單議席選區 | 分拆出湖景選區後， 定為單議席選區 |           | 民協          |
| 兆禧     | 2012年－2015年 | 嚴天生 | 分拆出湖景選區後， 定為單議席選區 | 分拆出湖景選區後， 定為單議席選區 | 分拆出湖景選區後， 定為單議席選區 |           | 民協          |
| 兆禧     | 2016年－2019年 | 甄紹南 | 分拆出湖景選區後， 定為單議席選區 | 分拆出湖景選區後， 定為單議席選區 | 分拆出湖景選區後， 定為單議席選區 |           | 民協          |
| 兆禧     | 2020年－2023年 | 甄紹南 | 分拆出湖景選區後， 定為單議席選區 | 分拆出湖景選區後， 定為單議席選區 | 分拆出湖景選區後， 定為單議席選區 |           | 民協          |
| 屯門西   | 2024年－2027年 | 鍾健峰 |                                   | 民建聯                            | 徐帆                              |           | 工聯會        |

## 著名住客
- 林子善：香港男演員及主持，現為無綫電視基本藝人合約藝員[12]，曾居住於安禧閣（A座），已搬離[註 2]。

## 屋苑周邊

### 學校
小學
- 仁濟醫院羅陳楚思小學
- 世界龍岡學校劉德容紀念小學

中學
- 加拿大神召會嘉智中學
- 南屯門官立中學

### 碼頭
- 提供跨境渡輪服務的屯門碼頭

### 鄰近屋苑
- 湖景邨
- 啟豐園
- 悅湖山莊
- 海翠花園
- 䨇寓

### 附近商場
- 海趣坊
- 啟豐商場
- 䨇寓商場
- 悅湖商場

## 外部連結
- 房委會物業位置及資料 兆禧苑 （页面存档备份，存于）